# Ostrożeń błotny
Ostrożeń błotny (Cirsium palustre (L.) Scop.) – gatunek rośliny należący do rodziny astrowatych. Występuje w całej Europie oraz na Syberii Zachodniej i Wschodniej, rozprzestrzenił się także gdzieniegdzie poza tymi obszarami swojego rodzimego występowania. W Polsce gatunek pospolity, zarówno na niżu, jak i w niższych położeniach górskich.

## Morfologia

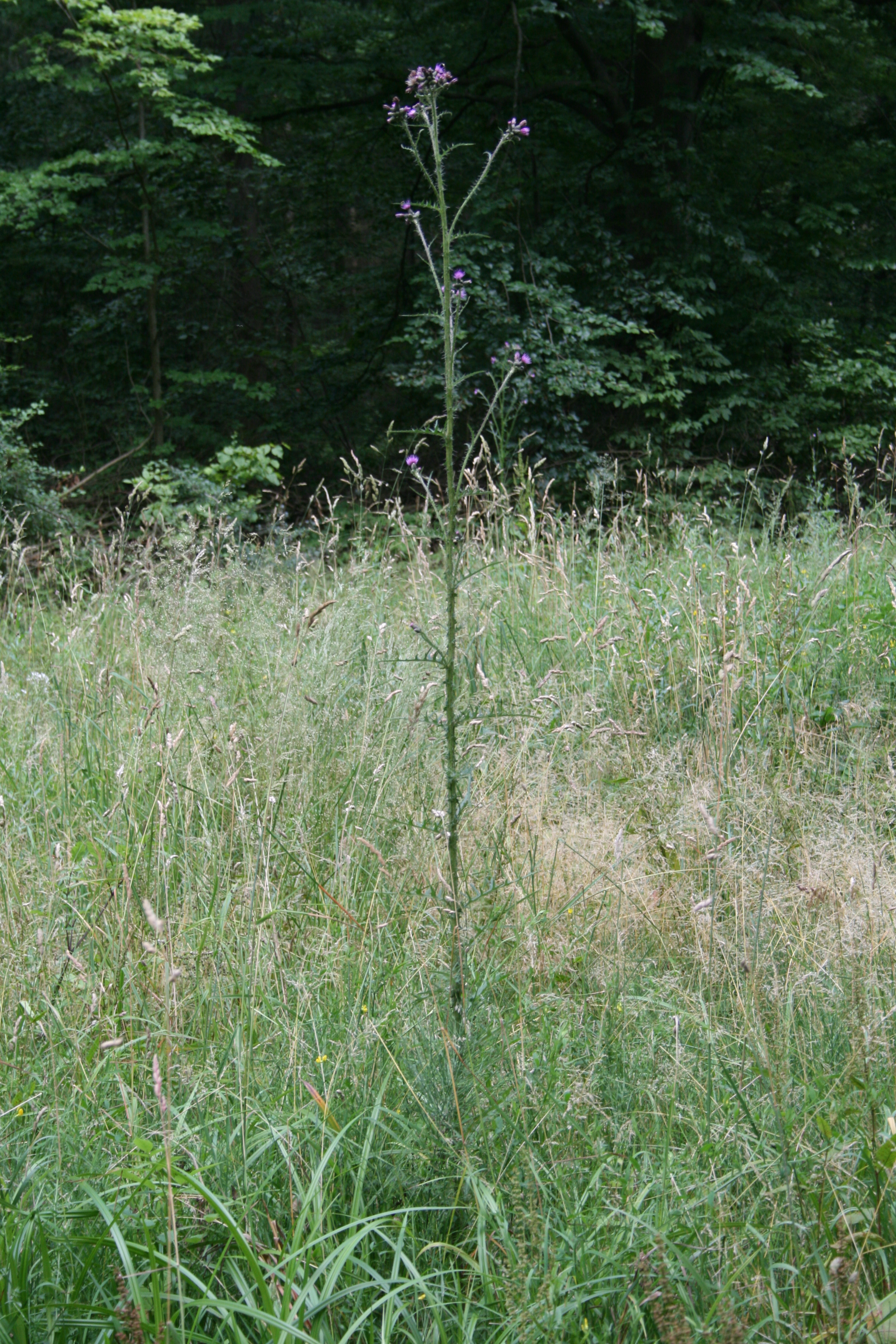
Pokrój

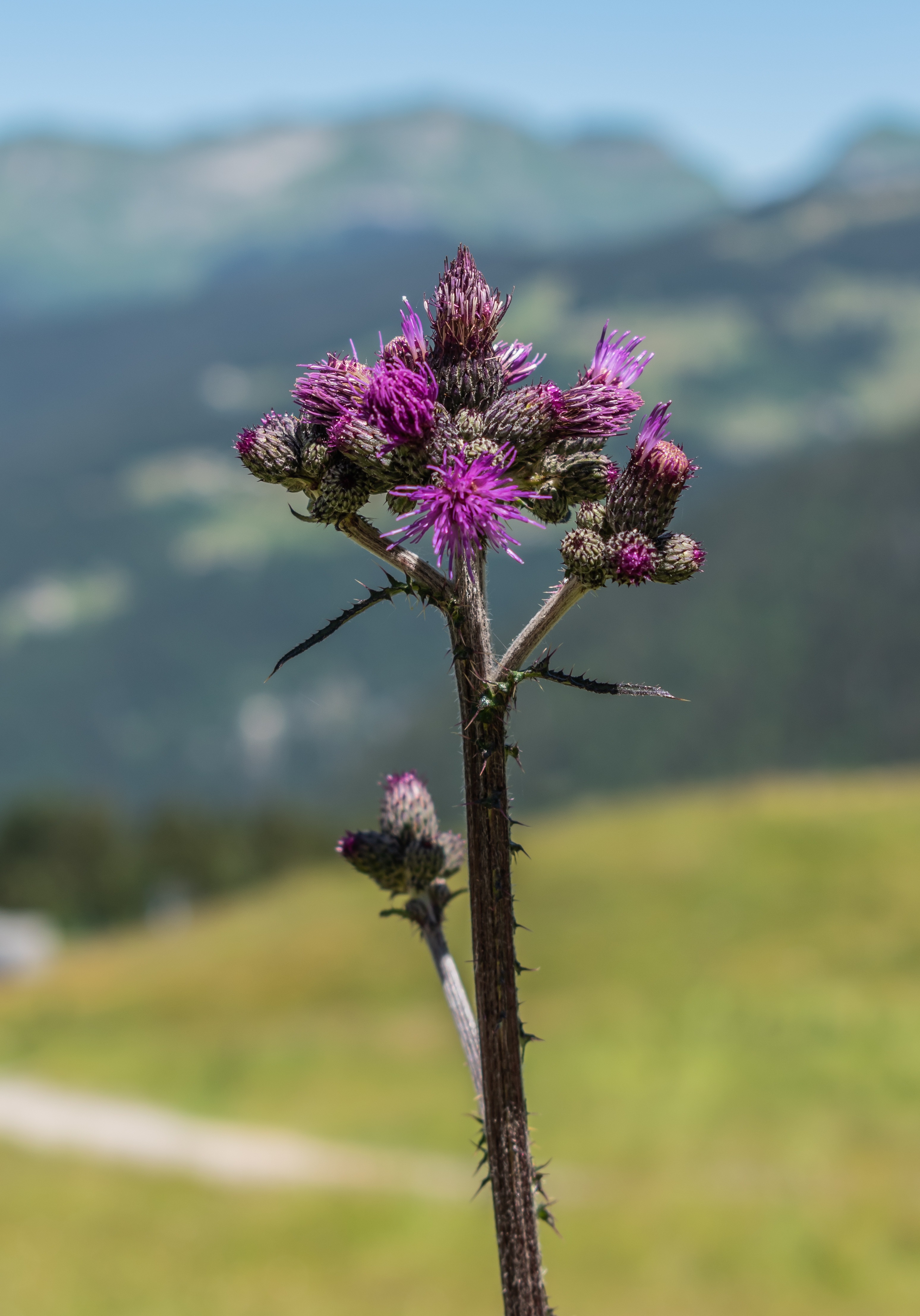
Kwiatostan

PokrójRóżyczka liściowa, z której wyrasta łodyga kwiatostanowa.
ŁodygaWzniesiona i nierozgałęziona, lub rozgałęziająca się tylko u samej góry, silnie kolczasta, cała ulistniona. Osiąga wysokość do 2 m.
LiścieDolne pierzastosieczne o głęboko dwudzielnych odcinkach, górne słabo wcięte. Wszystkie są zbiegające po łodydze, na górnej stronie blaszki nagie, na spodzie pokryte kutnerem i mają silnie kolczaste brzegi.
KwiatyZebrane w jajowate koszyczki o pajęczynowato osnutej okrywie. Zewnętrzne listki okrywy są kolczaste, górą podbarwione na brunatno. Wszystkie kwiaty w koszyczku są rurkowe, przeważnie są to kwiaty obupłciowe, czasami spotyka się wyłącznie żeńskie.
OwocNiełupka z puchem kielichowym pełniącym rolę aparatu lotnego podczas rozsiewania przez wiatr.

## Biologia i ekologia
Roślina dwuletnia. W pierwszym roku wegetacji tworzy różyczkę liści, w drugim łodygę z kwiatami i owocami. Roślina kwitnie od lipca do września, jest owadopylna.
Rośnie na torfowiskach, wilgotnych łąkach, w zaroślach. W górach sięga po regiel dolny. W uprawach rolnych, a szczególnie na łąkach jest uciążliwym chwastem. Hemikryptofit. W klasyfikacji zbiorowisk roślinnych gatunek charakterystyczny dla O. Molinieatalia.

## Zmienność
Tworzy mieszańce z większością gatunków ostrożni, przeważnie z ostrożniem łąkowym i ostrożniem warzywnym.